# Anthurium melastomatis
Anthurium melastomatis är en kallaväxtart som beskrevs av Thomas Bernard Croat. Anthurium melastomatis ingår i släktet Anthurium och familjen kallaväxter. Inga underarter finns listade.